# Флаг Кокосовых островов
Флаг Кокосовых островов был разработан в 2003 году и утверждён 9 апреля 2004 года. Предложен флаг был 8 апреля 2004 года.
Официально флагом территории является флаг Австралии, но используется и местный, неофициальный флаг — зелёное полотнище с изображением кокосовой пальмы, полумесяца и Южного Креста. Кокосовая пальма — «визитная карточка» территории, зелёный цвет и полумесяц означают ислам, а изображение созвездия Южный Крест характерно для многих флагов Южного полушария.